# Yusuf Erdoğan
Yusuf Erdoğan (* 7. August 1992 in Isparta) ist ein türkischer Fußballspieler, der für Adana Demirspor spielt.

## Karriere

### Verein
Erdoğan begann mit dem Vereinsfußball in der Jugend von Araklıspor und spielte hier in seinen ersten Jahre als Torwart. Trotz Torhüter-Fähigkeiten entschied er sich später dazu fortan als Feldspieler zu spielen. Im Sommer 2009 unterschrieb er bei Araklıspor einen Profi-Vertrag. Sein Debüt als Profispieler gab am 19. September 2009 in einer TFF-3. Lig-Begegnung gegen Bulancakspor und absolvierte bis zum Saisonende neun Begegnungen für seine Mannschaft.
Im Sommer 2011 wurde sein Wechsel an die Zweitmannschaft Trabzonspors, an den Drittligisten 1461 Trabzon bekanntgegeben. Mit dieser Mannschaft feierte er zum Saisonende die Meisterschaft der TFF 2. Lig und damit den direkten Aufstieg in die zweitklassige TFF 1. Lig.
Nachdem sein Trainer Mustafa Reşit Akçay im Sommer 2013 beim Mutterverein Trabzonspor als neuer Cheftrainer vorgestellt wurde, veranlasste dieser wenig später die Ausleihung Erdoğans zu diesem Verein. Hier schaffte er es schnell, sich zu einem regelmäßig eingesetzten Spieler zu entwickeln und absolvierte bis zum Saisonende 33 Pflichtspiele, in denen er sechs Tore erzielte. Diese Leistung führte dazu, dass Trabzonspor mit Erdoğan einen Vierjahresvertrag unterschrieb und damit den Spieler samt Ablöse verpflichtete.
Im Sommer 2017 wechselte er innerhalb der Süper Lig zu Bursaspor. Nachdem verfehlten Klassenerhalt mit Bursaspor zum Sommer 2019, wechselte Erdoğan zu Kasımpaşa Istanbul. Zuvor hatte er sich zwar mit Galatasaray Istanbul geeignet und sich mit einem Galatasaray-Trikot ablichten lassen, entschied sich jedoch später für Kasımpaşa.

### Nationalmannschaft
Durch seine Leistungen bei 1461 Trabzon wurde Erdoğan am 6. Februar 2013 im Rahmen eines Freundschaftsspiels gegen die Norwegische U-21-Nationalmannschaft in den Kader der Türkische U-21-Nationalmannschaft aufgenommen. In der Mannschaft kam er von Anfang an zum Einsatz und gab somit sein Debüt auf Länderspielebene.

## Erfolge
Mit 1461 Trabzon
- Meister der TFF 2. Lig und Aufstieg in die TFF 1. Lig: 2011/12

Mit Trabzonspor
- Türkischer Meister: 2022
- Türkischer Supercupsieger: 2022